# Кутта, Мартин Вильгельм
Ма́ртин Вильге́льм Ку́тта (нем. Martin Wilhelm Kutta, 3 ноября 1867 — 25 декабря 1944) — немецкий математик. Является соавтором известного семейства методов приближённого интегрирования обыкновенных дифференциальных уравнений (методов Рунге — Кутты). Также известен благодаря аэродинамической поверхности Жуковского — Кутты и аэродинамическому условию Кутты. Теорема Жуковского в зарубежной литературе называется теоремой Кутты — Жуковского (англ. Kutta–Joukowski theorem).

## Биография
Родился в Пичене, Верхней Силезии (современной Бычине, Польша). Учился в Бреславском университете (ныне — Вроцлавский) с 1885 по 1890 годы и продолжил обучение в Мюнхене до 1894 года, где стал ассистентом Вальтера Дика. С 1898 проводит год в университете Кембриджа. Кутта стал профессором в Штутгарте в 1911 году, где продолжал работать до выхода на пенсию в 1935 году.
В 1901 году разработал известное семейство методов приближённого решения обыкновенных дифференциальных уравнений и их систем.
Умер в Фюрстенфельдбруке, Германия.

## Произношение фамилии
Согласно грамматическим нормам русского языка, фамилия Ку́тта склоняется, поэтому говорят: «Метод Ру́нге — Ку́тты четвёртого порядка». Правила русской грамматики предписывают склонять все мужские и женские фамилии, оканчивающиеся на -а, -я, которым предшествует согласный. Единственное исключение — фамилии французского происхождения с ударением на последнем слоге типа Дюма́, Золя́. Однако иногда (и, вероятно, даже несколько чаще, чем грамматически правильный) на практике встречается и несклоняемый вариант: «Метод Рунге — Кутта».